# Paulina Andréieva
Paulina Olégovna Andréieva (en ruso: Паулина Олеговна Андреева; 12 de octubre de 1988) es una actriz rusa, reconocida por su participación en las series de televisión The Method, Óttepel y Mejores que nosotros.

## Biografía
Paulina Andréieva nació en San Petersburgo. Inicialmente se interesó por la danza. Al terminar sus estudios básicos se inscribió en la escuela de periodismo de la Universidad Estatal de San Petersburgo, donde estudió durante dos años. Se mudó a Moscú, donde ingresó en la Escuela-estudio del Teatro de Arte de Moscú.
En 2013, debutó en el cine con una participación en la película The Dark World: Equilibrium. Ese mismo año debutó en televisión interpretando el papel de Dina en la serie Ottepel. Su reconocimiento internacional llegó en 2018 al interpretar a la androide Arisa en la serie de ciencia ficción adquirida por Netflix Mejores que nosotros.

## Plano personal
Recibió atención mediática en su país natal cuando se la relacionó sentimentalmente con el recientemente divorciado cineasta Fiódor Bondarchuk.

## Filmografía

### Cine y televisión
- 2013 The Dark World: Equilibrium como Lily
- 2013 Óttepel como Dina
- 2014 Gregory R. como Irina Yusupova
- 2015 The Method como Esenya
- 2015 Shot como Yana Tumánova
- 2015 Locust como Lera
- 2016 Status: Free como Sonya Shmul
- 2018 Mejores que nosotros como Arisa